# 집개미속
집개미속은 개미과에 속하는 개미의 한 속이다. 약 300종이 이에 속한다. 특징은 매우 다양하여 모두가 공통적인 것이 적으나, 적어도 침은 모두 있고 쓸 수 있다.